# صدف غول‌پیکر جنوبی
صدف غول پیکر جنوبی (نام علمی: Tridacna derasa) نام یک گونه از تیره صدف راه‌راه است.صدف غول پیکر جنوبی می‌تواند تا ۶۰ سانتی متر رشد کند.صدف غولپیکر جنوبی دراسترالیا، جزایر کوکوس، فیجی، اندونزی، پالائو، فیلیپین، جزایر سلیمان و ویتنام یافت می شوند.